# Джон Озбърн
Джон Озбърн (на английски: John Osborne) е британски драматург, сценарист и актьор.

## Биография
Роден е на 12 декември 1929 година в Лондон. Става известен със своята пиеса от 1956 г. „Обърни се с гняв назад“ („Look Back in Anger“), една от първите прояви на течението на Сърдитите млади хора, за която се смята, че променя целия английски театър в средата на XX век. Политически ангажиран, той е първият английски писател, посочващ каква трябва да бъде ролята на Великобритания след империализма. Освен това е първият, публично поставил под въпрос смисъла на монархията.
През 40-годишната си кариера той пише за театъра, киното и телевизията. В най-силните си години (1956-1966) в театъра, той подпомага и развива темата за презрението като допустима емоция на сцената на театъра, привеждайки доводи за пречистващата сила на лошото поведение и вкус. Всичко това казано с безпощадна правдивост и унищожителен арсенал от думи.
Потеклото на баща му, Томас Годфри Озбърн, е от Южен Уелс, а майка му Нели Беатрис е барманка. Младият Джон обожава баща си, но мрази майка си, която описва като лицемерна, егоистична, безразлична и скъперница ... тя е болест, покана за повръщане. Баща му Томас умира през 1941 г. като оставя на сина си достатъчно финансова помощ за частно обучение в Белмонт колеж. Джон учи там от 1943 до 1945 г., когато бива изключен за удряне на директора, който го хванал да слуша забранена програма с Франк Синатра.
След завършване на училище той опитва да работи като журналист, пишейки статии за промишлеността, като случайно тази работа го въвежда в средите на театъра.
Джон Озбърн умира в Клън, Западна Англия на 24 декември 1994 г.